# Framboesa de Ouro de 1981
O Framboesa de Ouro de 1981 foi a primeira edição do Framboesa de Ouro. Esta premiação serviu para reconhecer os piores de1980. Foi realizado na mesma data em que ocorria a cerimônia do 53º Oscar, em 31 de março de 1981, na sala de estar da residência do organizador do evento, o publicitário John J. B. Wilson, em Hollywood.
A edição inaugural do Framboesa de Ouro teve oito categorias, com algumas recebendo até dez indicados. O júri foi composto de cerca de 40 convidados da festa que o anfitrião organizara para assistir à transmissão do Oscar.
Em 2022, Wilson rescindiu a indicação de Shelley Duvall como Pior Atriz, dizendo que os maus tratos que Stanley Kubrick causou à atriz nas filmagens de The Shining foram um impacto negativo em sua atuação.

## Vencedores e indicados
Os vencedores estão em negrito.
| Pior Filme | Pior Ator |
| --- | --- |
| - Can't Stop the Music (Brasil: A Música não Pode Parar / Portugal: Não Pode Parar a Música!) - Cruising (Brasil: Parceiros da Noite / Portugal: A Caça) - The Formula ((prt/bra: A Fórmula) - Friday the 13th ((prt/bra: Sexta-Feira 13) - The Jazz Singer (Brasil: Nasce um Cantor / Portugal: O Cantor de Jazz) - The Nude Bomb (Brasil: A Bomba que Desnuda / Portugal: A Bomba Nua) - Raise the Titanic (Brasil: O Resgate do Titanic / Portugal: A Guerra dos Abismos) - Saturn 3 (Brasil: Missão Saturno 3 / Portugal: Saturno 3) - Windows (Brasil: Maldita Paixão / Portugal: Angústia... e Obsessão) - Xanadu ((prt/bra: Xanadu) | - Neil Diamond como Yussel Rabinovitch/Jess Robin em The Jazz Singer (Brasil: Nasce um Cantor / Portugal: O Cantor de Jazz) - Anthony Hopkins como Adam Evans em A Change of Seasons (Brasil: Amantes em Família ) - Bruce Jenner como Ron White em Can't Stop the Music (Brasil: A Música não Pode Parar / Portugal: Não Pode Parar a Música!) - Kirk Douglas como Adam em Saturn 3 (Brasil: Missão Saturno 3 / Portugal: Saturno 3) - Michael Beck como Sonny Malone em Xanadu - Michael Caine como Dr. Robert Elliott/Bobbi e Blair Maynard, respectivamente, em Dressed to Kill ((prt/bra: Vestida para Matar)) e The Island ((prt/bra: A Ilha) - Richard Dreyfuss como Paul Dietrich em The Competition (Brasil: A Competição ) - Robert Blake como Charles Callahan em Coast to Coast (Brasil: De Costa a Costa ) - Sam J. Jones como Flash Gordon em Flash Gordon ((prt/bra: Flash Gordon) |
| Pior Atriz | Pior Ator Coadjuvante |
| - Brooke Shields como Emmeline Robin em The Blue Lagoon ((prt/bra: A Lagoa Azul)) - Deborah Raffin como Lena Canada em Touched by Love (Brasil: Um Toque de Amor ) - Farrah Fawcett como Alex em Saturn 3 (Brasil: Missão Saturno 3 / Portugal: Saturno 3) - Faye Dunaway como Barbara Delaney em The First Deadly Sin (Brasil: O Primeiro Pecado Mortal ) - Nancy Allen como Liz Blake em Dressed to Kill ((prt/bra: Vestida para Matar) - Olivia Newton-John como Kira em Xanadu - Shelley Duvall como Wendy Torrance em The Shining (Brasil: O Iluminado / Portugal: Shining) - Sondra Locke como Antoinette Lily em Bronco Billy (Brasil: Bronco Billy / Portugal: Bronco Billy - O Aventureiro) - Talia Shire como Emily Hollander em Windows (Brasil: Maldita Paixão / Portugal: Angústia... e Obsessão) - Valerie Perrine como Samantha Simpson em Can't Stop the Music (Brasil: A Música não Pode Parar / Portugal: Não Pode Parar A Música!)                             | - John Adames como Phil Dawn em Gloria ((prt: Glória; bra: {{{2}}})) - Laurence Olivier como Cantor Rabinovitch em The Jazz Singer (Brasil: Nasce um Cantor / Portugal: O Cantor de Jazz) - Charles Grodin como Ira Parks em Seems Like Old Times (Brasil: Parece Que Foi Ontem ) - David Selby como Dr. Gene Seagram em Raise the Titanic (Brasil: O Resgate do Titanic / Portugal: A Guerra dos Abismos) - Marlon Brando como Adam Stieffel em The Formula ((prt/bra: A Fórmula) |
| Pior Atriz Coadjuvante | Pior Diretor |
| - Amy Irving como Lily Ramsey em Honeysuckle Rose (Brasil: ? / Portugal: Música pelo Caminho) - Betsy Palmer como Sra. Pamela Voorhees em Friday the 13th ((prt/bra: Sexta-Feira 13) - Georg Stanford Brown como Rory Schutlebrand em Stir Crazy (Brasil: Loucos de Dar Nó ) - Marilyn Sokol como Lulu Brecht em Can't Stop the Music (Brasil: A Música não Pode Parar / Portugal: Não Pode Parar a Música!) | - Robert Greenwald por Xanadu - Brian De Palma por Dressed to Kill ((prt/bra: Vestida para Matar) - Gordon Willis por Windows (Brasil: Maldita Paixão / Portugal: Angústia... e Obsessão) - John G. Avildsen por The Formula ((prt/bra: A Fórmula) - John Trent por Middle Age Crazy (Brasil: ? / Portugal: A Louca Meia Idade) - Michael Ritchie por The Island ((prt/bra: A Ilha) - Nancy Walker por Can't Stop the Music (Brasil: A Música não Pode Parar / Portugal: Não Pode Parar A Música!) - Richard Fleischer e Sidney Furie por The Jazz Singer (Brasil: Nasce um Cantor / Portugal: O Cantor de Jazz) - Stanley Kubrick por The Shining (Brasil: O Iluminado / Portugal: Shining) - William Friedkin por Cruising (Brasil: Parceiros da Noite / Portugal: A Caça) |
| Pior Roteiro | Pior Canção Original |
| - Can't Stop the Music (Brasil: A Música não Pode Parar / Portugal: Não Pode Parar a Música!), escrito por Allan Carr e Bronte Woodard - A Change of Seasons (Brasil: Amantes em Família ), escrito por Erich Segal, Fred Segal e Ronni Kern - Cruising (Brasil: Parceiros da Noite / Portugal: A Caça), escrito por William Friedkin - The Formula ((prt/bra: A Fórmula)), escrito por Steve Shagan - It's My Turn (Brasil: Esta é Minha Chance ), escrito por Eleanor Bergstein - Middle Age Crazy (Brasil: ? / Portugal: A Louca Meia Idade), escrito por Carl Kleinschmidt - Raise the Titanic (Brasil: O Resgate do Titanic / Portugal: A Guerra dos Abismos), escrito por Adam Kennedy e Eric Hughes, baseado no romance de Clive Cussler - Touched by Love (Brasil: Um Toque de Amor ), escrito por Hesper Anderson - Windows (Brasil: Maldita Paixão / Portugal: Angústia... e Obsessão), escrito por Barry Siegel - Xanadu, escrito por Marc R. Rubel e Richard C. Danus | - "The Man With Bogart's Face", de The Man With Bogart's Face (Brasil: O Rosto de Humphrey Bogart ), letra de Andrew J. Fenady; música de George Duning - "Can't Stop the Music", de Can't Stop the Music (Brasil: A Música não Pode Parar / Portugal: Não Pode Parar a Música!), letra e música de Jacques Morali - "Suspended in Time", de Xanadu, letra e música de John Farrar - "Where Do You Catch the Bus for Tomorrow?", de A Change of Seasons (Brasil: Amantes em Família ), letra de Alan Bergman e Marilyn Bergman; música de Henry Mancini - "You, Baby, Baby!", de The Jazz Singer (Brasil: Nasce um Cantor / Portugal: O Cantor de Jazz), letra e música de Neil Diamond |